# Копылова, Анна Петровна

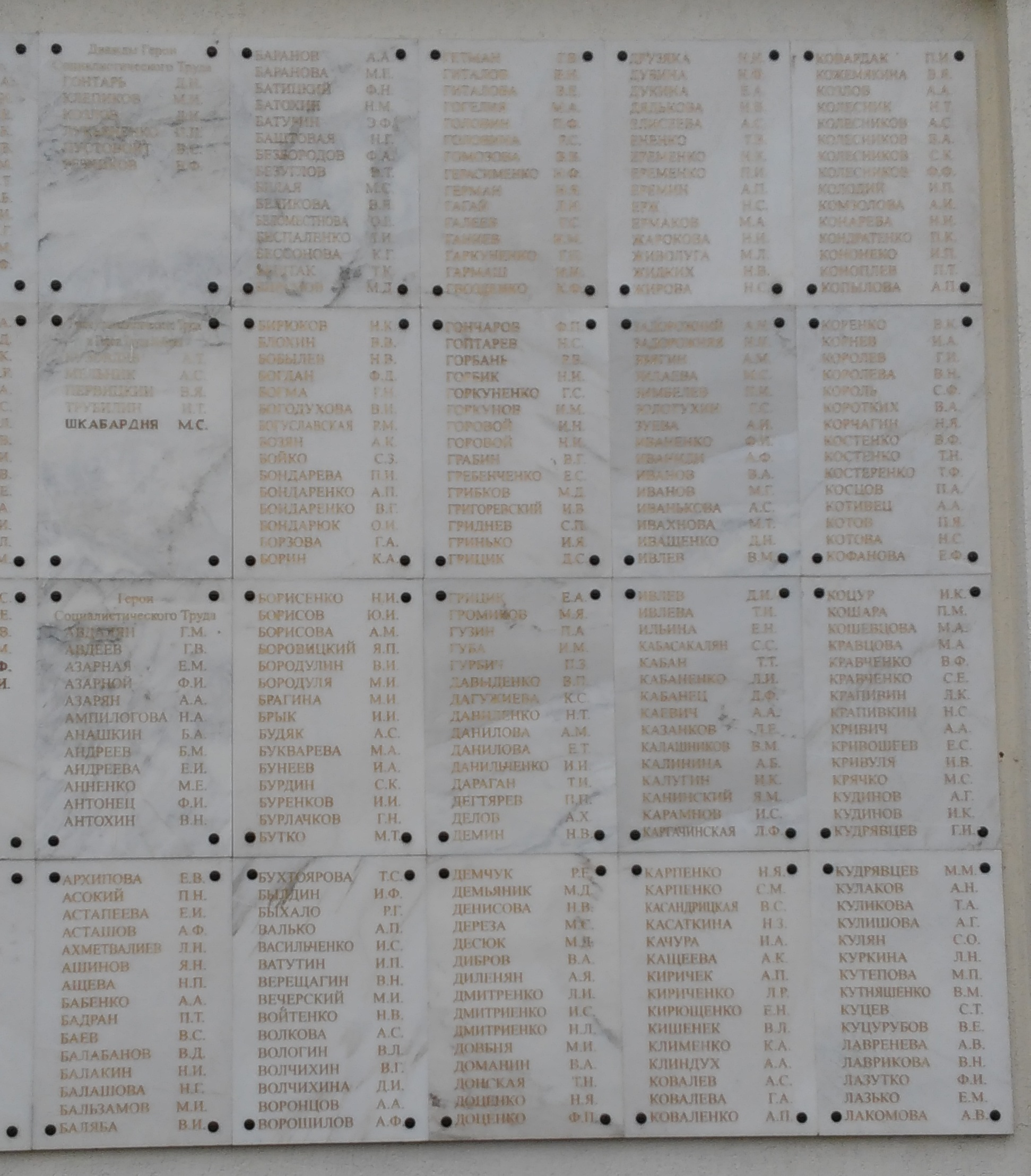
Мемориальная доска с именами Героев Социалистического Труда Кубани и Адыгеи. Краснодар 2017

Анна Петровна Копылова  (1916 — ?) — звеньевая колхоза «Путь к социализму» Архангельского района Краснодарского края. Герой Социалистического Труда (10.02.1949).

## Биография
Родилась в 1916 году на территории современного Тихорецкого района Краснодарского края. Русская. 
В начале 1930-х годов вступила в колхоза «Путь к социализму», позже работала звеньевой по выращиванию зерновых.
По итогам работы в 1948 году её звеном получен урожай пшеницы 33 центнера с гектара на площади 20 гектаров.. 
Указом Президиума Верховного Совета СССР от 10 февраля 1949 года за получение высоких урожаев пшеницы при выполнении совхозами плана сдачи государству сельскохозяйственных продуктов в 1948 году и обеспеченности семенами всех культур в размере полной потребности для весеннего сева 1949 года звеньевой колхоза «Путь к социализму» Архангельского района Краснодарского края Копыловой Анне Петровне присвоено звание Героя Социалистического Труда с вручением ордена Ленина и золотой медали «Серп и Молот».
Была неоднократной участницей ВСХВ и ВДНХ, и в последующие годы её звено добивалось высоких показателей в социалистическом соревновании продолжало получать отличные урожаи озимой пшеницы.
Сведений о дальнейшей судьбе нет.

## Награды
- Медаль «Серп и Молот» (10.02.1949);
- Орден Ленина (10.02.1949).

- медалями ВСХВ и ВДНХ

- и другими
- Отмечена грамотами и дипломами.

## Память
- На могиле установлен надгробный памятник.
- Имя Героя золотыми буквами вписано на мемориальной доске в Краснодаре.